# Иохансон, Роберт
Роберт Иохансон (27 ноября [9 декабря] 1877, Томини, Айзкраукльская волость — 3 апреля 1959, Рига) — российский, латвийский, советский художник-фотограф.
Создал обширную галерею фотопортретов русских художников и деятелей искусства — В. М. Васнецова, В. Н. Домогацкого, К. А. Коровина, Н. П. Крымова, М. В. Нестерова, К. Ф. Юона и др. Составленный Иохансоном альбом этих портретов (более 400 листов), до сих пор не изданный, хранится в Риге; несколько десятков негативов — в Третьяковской галерее.

## Биография
Родился 2 декабря 1877 года в крестьянской семье на хуторе Томини Айзкраулкской волости.
В 1896 году поступил в ученики к рижскому фотографу А. Билинскому.
В 1899 году получил свидетельство профессионального фотографа и уехал в Петербург для поступления в Училище технического рисования А. Л. Штиглица, где совершенствовался в области изобразительного искусства и графического мастерства ретуши фотографических изображений.
В 1908 году Роберт Йохансон вместе с семьей вернулся из Петербурга в Ригу, где открыл свою фотомастерскую.
В начале Первой мировой войны был эвакуирован в Москву и работал в мастерской фотографа Г. В. Трунова; вёл занятия на курсах практической фотографии в Товариществе российских художников.
В 1916 году открыл в Москве свою фотомастерскую «Венера».
С 1920 по 1923 год работал над созданием альбома портретов русских художников и деятелей культуры.
В начале 1924 года вернулся в Ригу, устроил обзорную выставку своего творчества за 25 лет. Далее продолжил работу в Риге фотографом, принимал активное участие в деятельности Латышского фотографического общества: участвовал в выставках, вел занятия на курсах фотографии.
После Великой Отечественной войны работал в «Ригас фото», в организации которой принимал активное участие.
Умер 3 апреля 1959 года.

## Память
- В апреле 2005 года в Москве состоялась выставка «Русские художники глазами фотографа». К выставке был выпущен небольшой альбом с фотографиями[4].